# Паньков, Александр Владимирович
Александр Владимирович Паньков (род. 20 июня 1979) — российский самбист, чемпион и призёр чемпионатов России, чемпион Европы и мира, Заслуженный мастер спорта России. Почётный гражданин Краснокамска. Выступал в весовой категории до 62 кг. Тренеры Александра Панькова — Василий Троянович Перчик и Александр Николаевич Фадеев.

## Спортивные результаты
- Чемпионат России по самбо 2000 года — ;
- Чемпионат России по самбо 2001 года — ;
- Чемпионат России по самбо 2002 года — ;
- Чемпионат России по самбо 2008 года — ;
- Чемпионат России по самбо 2009 года — ;
- Чемпионат России по самбо 2011 года — ;
- Чемпионат России по самбо 2013 года — .